# Julia Jentsch
Julia Jentsch, född 20 februari 1978 i Berlin, Tyskland, är en tysk skådespelare. Hon tilldelades 2005 Silverbjörnen vid filmfestivalen i Berlin för sin roll som Sophie Scholl.

## Biografi
Jentsch växte upp i Berlin och studerade vid Hochschule für Schauspielkunst Ernst Busch i Berlin, en av Tysklands mest ansedda teaterskolor. Efter sin examen år 2000 inledde hon sin professionella karriär på teaterscenen, bland annat vid Münchner Kammerspiele.

## Karriär inom film och TV
Hennes genombrott på film kom 2004 i filmen Undergången – Hitler och Tredje rikets fall, som skildrar Adolf Hitlers sista dagar i bunkern. Året därpå, 2005, fick hon internationellt erkännande och vann Silverbjörnen för bästa kvinnliga skådespelare vid filmfestivalen i Berlin för sitt porträtt av Sophie Scholl i filmen Sophie Scholl – De sista dagarna.
Jentsch har sedan dess medverkat i en rad framstående tyska och internationella filmproduktioner. Hon har spelat i dramer, komedier och historiska filmer, och har arbetat med flera kända regissörer.

## Privatliv
Julia Jentsch är gift och har ett barn. Hon bor i Tyskland.

## Filmografi i urval
- 2001 – Mein Bruder, der Vampir – Nadine
- 2004 – Undergången – Hitler och Tredje rikets fall – Hanna Potrowski
- 2004 – De feta åren är förbi (Jule)
- 2005 – Sophie Scholl – De sista dagarna (Sophie Scholl)
- 2012 – Hannah Arendt (Lotte Köhler)
- 2023 – 8 Tage im August (Helena)